# Верхнедвинск
Верхнедвинск (на беларуски: Верхнядзвінск; на руски: Верхнедвинск; до 25 декември 1962 г. — Дри́са) е град в Беларус, административен център на Верхнедвински район, Витебска област. Населението на града е 7306 души (по приблизителна оценка от 1 януари 2018 г.).

## История
За пръв път селището се упоменава през 1386 година.